# جيمس ماديسون (جائزة)
جائزة جيمس ماديسون تُدار من قبل جمعية المكتبات الأمريكية ، والتي تصف الجائزة:
تأسست الجائزة التي تحمل اسم الرئيس جيمس ماديسون في عام 1989 وتُقدم سنويًا في ذكرى ميلاده لتكريم الأفراد أو الجماعات الذين دافعوا وحموا وعززوا وصول الجمهور إلى المعلومات الحكومية وحق الجمهور في المعرفة على المستوى الوطني. 

## الفائزون
- شيموس كرافت ، مؤسسة OpenGov 2016
- السيناتور جون كورنين (جمهوري من تكساس) ، 2015
- مجموعة مراجعة الرئيس باراك أوباما حول تقنيات الاستخبارات والاتصالات ، 2014
- آرون شوارتز ، 2013 (بعد وفاته) [2]
- زوي لوفغرين ، 2012
- باتريس ماكديرموت ، 2011
- مواطنون من أجل المسؤولية والأخلاق في واشنطن (CREW) ، 2010 - الفائز المشارك
- ميريديث فوكس ، 2010
- توماس م.سوسمان ، 2009
- روس فينجولد ، 2008
- بول ك.ماكماسترز ، 2007
- ستيف أفرجود ، 2006
- ريتشارد إم شميت ، 2005
- ديفيد سوبيل ، 2004 [3]
- عضو الكونجرس الأمريكي السابق ستيف هورن ؛ حكومة مقاطعة أرلينغتون (VA) ، 2003
- ستيفن جارفينكل ، المدير المتقاعد لمكتب مراقبة أمن المعلومات ؛ جون إي موس مؤلف قانون حرية المعلومات (تم منحه بعد وفاته) لعام 2002
- جون دي بوديستا ، كبير موظفي البيت الأبيض السابق ، 2001
- لاري ايرفينغ ، مساعد وزير التجارة السابق للاتصالات والمعلومات ، 2000
- أعضاء مجلس الإدارة ورعاة الكونغرس لمجلس مراجعة سجلات اغتيال الرئيس جون إف كينيدي ، بما في ذلك السناتور السابق جون جلين والممثلين دان بيرتون وهنري واكسمان ولويس ستوكس وأعضاء مجلس الإدارة: أونورابل جون آر تونهايم (رئيس) وهنري إف جراف وKermit L. Hall و William L. Joyce و Anna Kasten Nelson . 1999
- بن باجديكيان ، صحفي ، واين ب. كيلي ، المشرف السابق على وثائق مكتب الطباعة الحكومي ، إليوت كريستيان والمسح الجيولوجي الأمريكي ، المكتبة الوطنية للطب. 1998
- جورج سوروس ، فاعل خير وممول ، 1997
- المجلس الاستشاري للبنية التحتية للمعلومات الوطنية ، 1996
- مكتب الطباعة الحكومي ، ومشروع بحار ولاية ماريلاند ، ومكتبة سياتل العامة (WA) ، ومشروع تاون هول لخدمة الإنترنت المتعدد ، 1995
- وزيرة الطاقة هازل أوليري ، ومديرة مكتب ALA واشنطن السابقة إيلين دي كوك ، 1994
- المشرعون الذين قادوا إقرار PL 103-40 ، قانون الوصول إلى GPO: نائب الرئيس آل جور ، الراعي الأصلي لقانون GPO Gateway to Government Act عندما كان في مجلس الشيوخ ؛ السيناتور ويندل فورد (ديمقراطي - كنتاكي) وتيد ستيفنز (جمهوري - آك) ؛ الممثلان تشارلي روز (D-NC) وبيل توماس (R-CA) ، 1993
- الصحفية نينا توتينبيرج ، والمؤلف سكوت أرمسترونج ، ومؤسس C-SPAN ، براين لامب ، 1992
- الممثل دون إدواردز ، 1991
- السناتور فرانك لوتنبرغ (ديمقراطي من نيوجيرسي) ، والممثل هنري واكسمان (ديمقراطي من كاليفورنيا) ، والصحفي فيليب شبيكوف ، ومكتب المواد السامة التابع لوكالة حماية البيئة الأمريكية ، 1990
- السناتور باتريك ليهي 1989

## روابط خارجية
- صفحة ALA على الجائزة ، صفحة المستلمين السابقين .